# Platynota zymogramma
Platynota zymogramma là một loài bướm trong họ Tortricidae. Chúng thường được tìm thấy ở Peru.